# アフリカ (小惑星)
アフリカ (1193 Africa) は小惑星帯に位置する小惑星である。南アフリカのヨハネスブルグでシリル・ジャクソンによって発見された。
アフリカ大陸に因んで命名された。